# Probištip
Probištip (en macédonien : Пробиштип ) est une commune et une ville du nord-est de la Macédoine du Nord. La commune comptait 13 417 habitants en 2021 et s'étend sur 325,57 km2. La ville en elle-même comptait 9 760 habitants, le reste de la population étant réparti dans les villages alentour. Elle a fusionné en 2003 avec la commune de Zletovo, alors considérée trop petite. Probištip vit principalement de l'extraction minière.
Son territoire est limitrophe de ceux des communes de Kratovo, Kočani, Češinovo-Obleševo, Sveti Nikole, Štip et Karbinci.

## Géographie

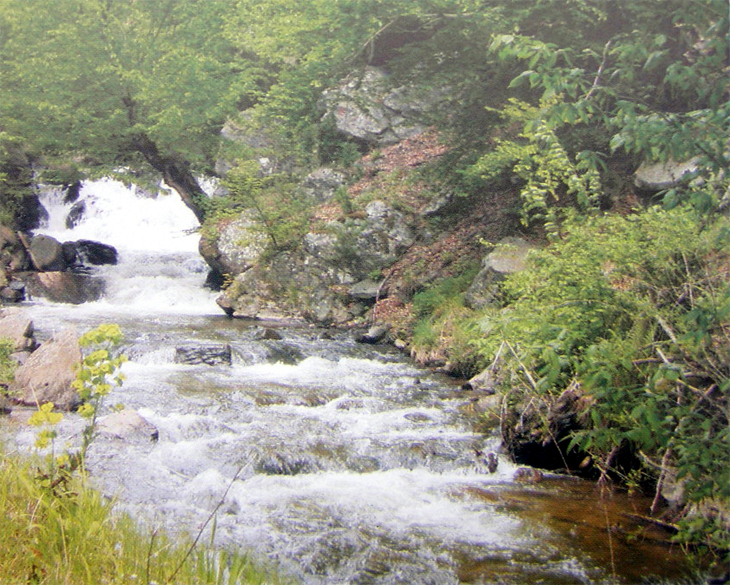
La rivière Zletovska.

La commune de Probištip se trouve sur plusieurs ensembles géographiques distincts. À son extrémité nord-est, elle s'étend sur le massif montagneux d'Osogovo, puis, vers l'ouest, son territoire descend vers la vaste plaine de l'Ovče Pole. Elle connaît ainsi un climat montagnard et continental. La vallée de la rivière Zletovska permet enfin au territoire d'avoir des influences méditerranéennes.
La ville de Probištip se trouve au nord de la commune, et elle est divisée en deux quartiers : le vieux village (старото село), qui correspond au noyau historique, et la localité industrielle (индустриска населба), plus récente et bien plus grande que l'ancien village. Le village compte 669 habitants, et la localité industrielle, 8 045 habitants.
La commune compte de nombreux villages en plus de la ville de Probištip. Il s'agit de Bounech, Boutchichté, Gayrantsi, Gorni Stoubol, Gorno Barbarevo, Grizilevtsi, Gouynovtsi, Dobrevo, Dolni Stoubol, Dolno Barbarevo, Dreveno, Drenok, Zarepintsi, Zelengrad, Zletovo, Yamichté, Kalnichté, Koukovo, Koundino, Lezovo, Lesnovo, Martchino, Neokazi, Pestrchino, Petrichino, Pichitsa, Plechantsi, Pouzdertsi, Ratavitsa, Strisovtsi, Strmoch, Tripatantsi, Troolo, Toursko Roudari et Chtalkovitsa.

## Histoire
Probištip est mentionnée pour la première fois au XIVe siècle, c'est alors un village. Pendant la domination turque, il dépend de la ville voisine de Kratovo. Selon une estimation bulgare réalisée en 1900, Probištip compte alors 233 habitants, tous chrétiens. En octobre 1910, la population subit une violente répression de la part des Jeunes-Turcs. Ceux-ci tuent et blessent plusieurs personnes.
La ville ne se développe qu'à partir de la période socialiste, surtout grâce à l'exploitation de mines de plomb et de zinc et à l'installation d'une usine de piles et d'accumulateurs électriques.

## Administration

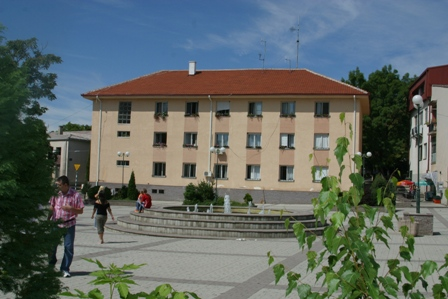
La mairie.

La commune est administrée par un conseil municipal élu au suffrage universel tous les quatre ans. Il adopte les plans d'urbanisme, accorde les permis de construire, planifie le développement économique local, protège l'environnement, prend des initiatives culturelles et supervise l'enseignement primaire. Il compte 15 conseillers municipaux.
Le pouvoir exécutif est détenu par le maire, lui aussi élu au suffrage universel. Depuis 2017, le maire de Probištip est Dragan Anastasov, membre de l'Union sociale-démocrate de Macédoine.

## Démographie
Lors du recensement de 2002, la commune comptait :
- Macédoniens : 12 641 (98,66 %)
- Serbes : 56 (0,55 %)
- Roms : 20 (0,23 %)
- Valaques : 20 (0,23 %)
- Turcs : 3 (0,04 %)
- Autres : 26 (0,28 %)

## Culture

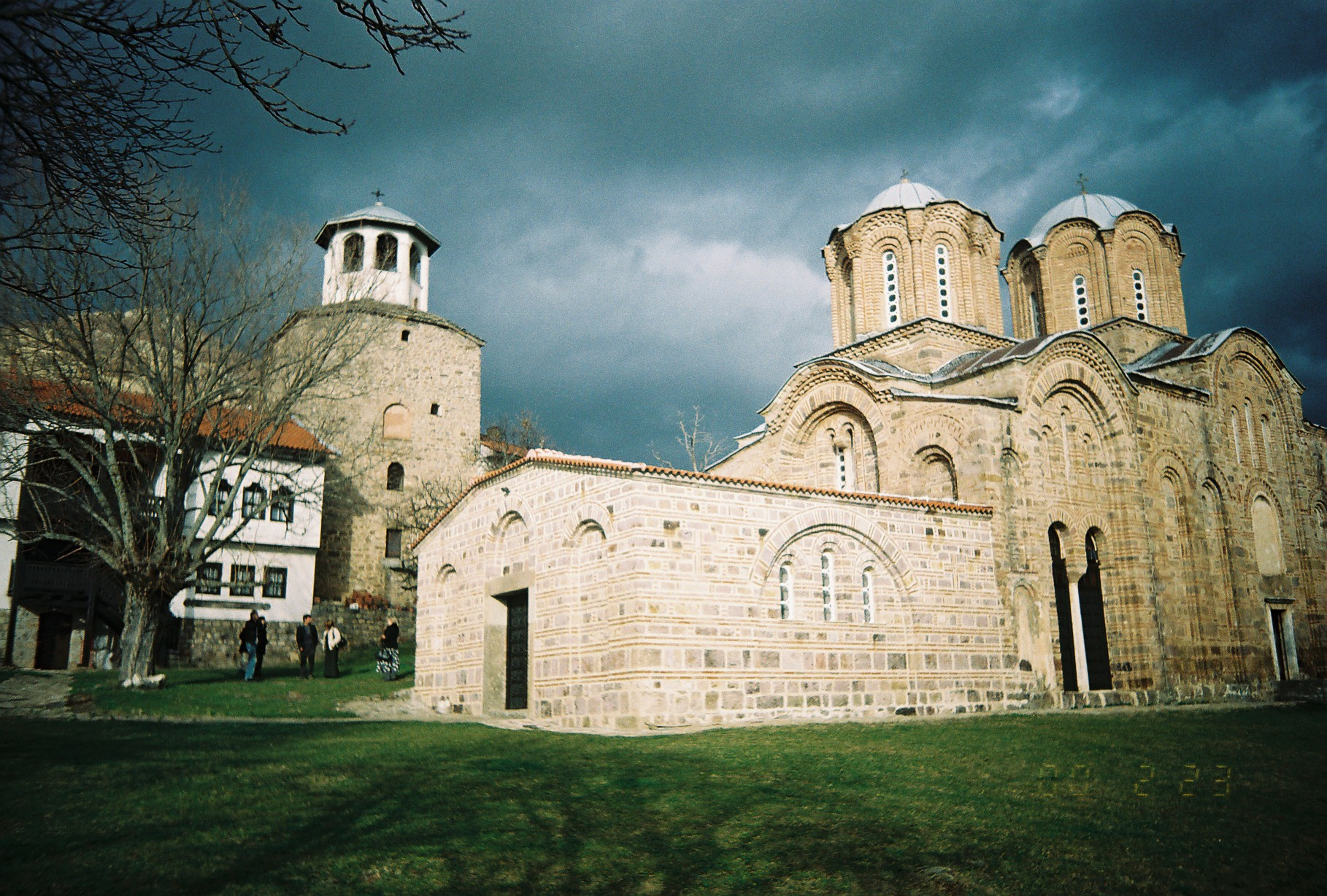
Le monastère de Lesnovo.

Les principales institutions culturelles de la commune sont la Maison de la Culture des Mineurs de Zletovo et la colonie artistique du monastère de Lesnovo. La Maison de la Culture possède notamment un petit musée, ouvert en 2004 et consacré aux minéraux de la région.
Le vieux village de Probištip ainsi que les villages environnants possèdent de nombreuses maisons traditionnelles, toutefois, elles sont souvent en mauvais état. Le site le plus emblématique de la commune est le monastère de Lesnovo, fondé au XIe siècle et toujours en activité.